# Nectandra
Nectandra Rol. ex Rottb. – rodzaj rośliny z rodziny wawrzynowatych (Lauraceae Juss.). Według The Plant List w obrębie tego rodzaju znajduje się co najmniej 117 gatunków o nazwach zweryfikowanych i zaakceptowanych, podczas gdy aż 56 taksonów ma status gatunków niepewnych (niezweryfikowanych). Występuje naturalnie w strefie tropikalnej obu Ameryk. 

## Morfologia
PokrójZimozielone drzewa lub krzewy.
LiścieNaprzemianległe, pojedyncze. Liście na brzegu są całobrzegie. Nie mają przylistków.
KwiatySą promieniste, obupłciowe, zebrane w wiechy. Rozwijają się w kątach pędów. Mierzą 5–17 cm średnicy. Okwiat pojedynczy składa się z dwóch okółków. Ma białą lub zielonkawą barwę. 9 pręcików ułożonych jest w trzech okółkach. Pylniki są czterokomorowe. Mają 3 małe prątniczki, czasami są nieobecne. Słupek górny, jednokomorowy.
OwocePestkowce o mniej lub bardziej czarnej barwie. Mają podłużny kształt, zamknięte w dość płaskim kubku.

## Systematyka

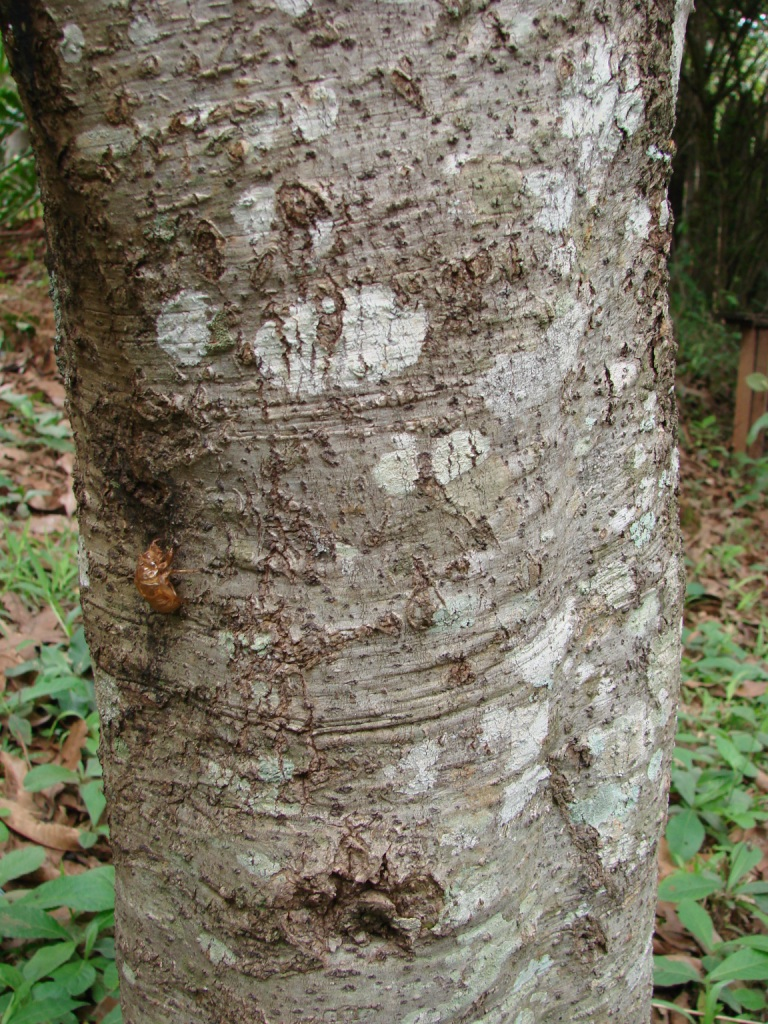
Pień gatunku Nectandra cissiflora

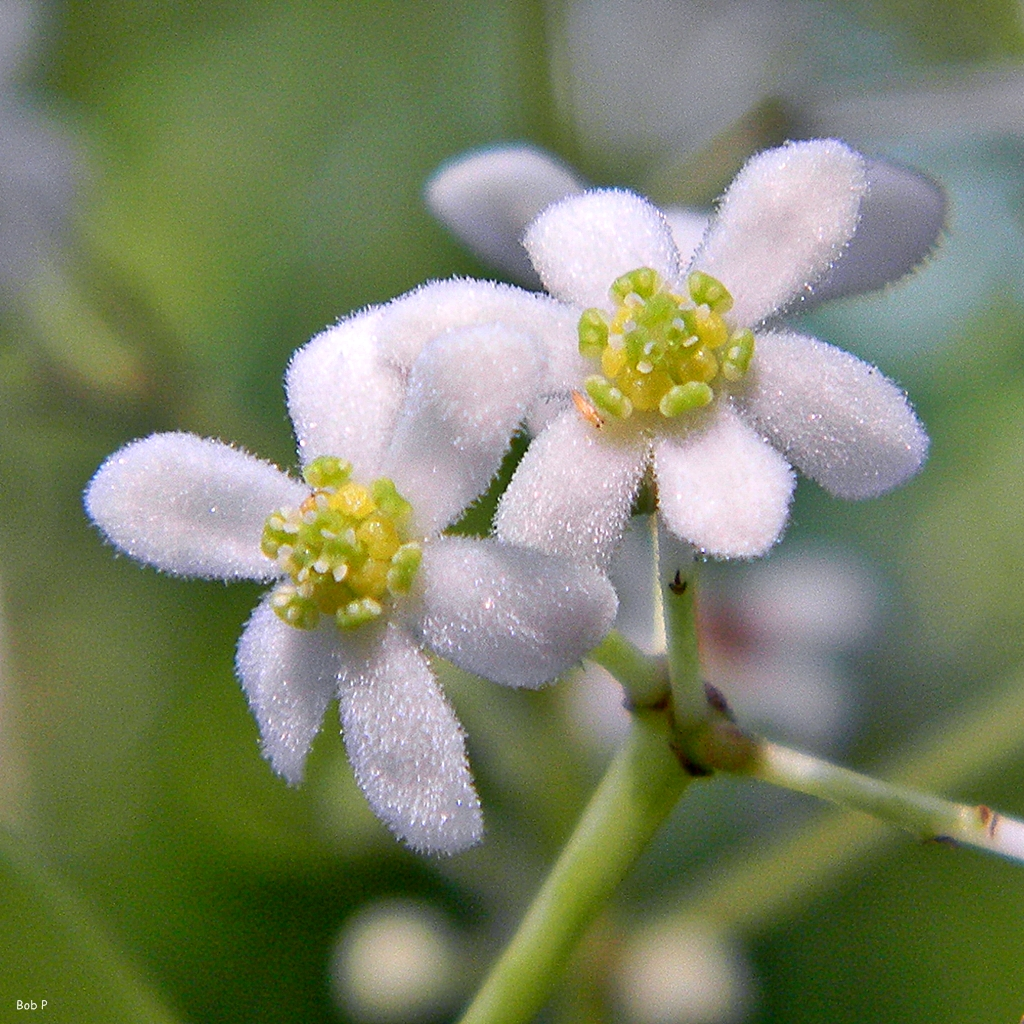
Kwiaty gatunku Nectandra coriacea

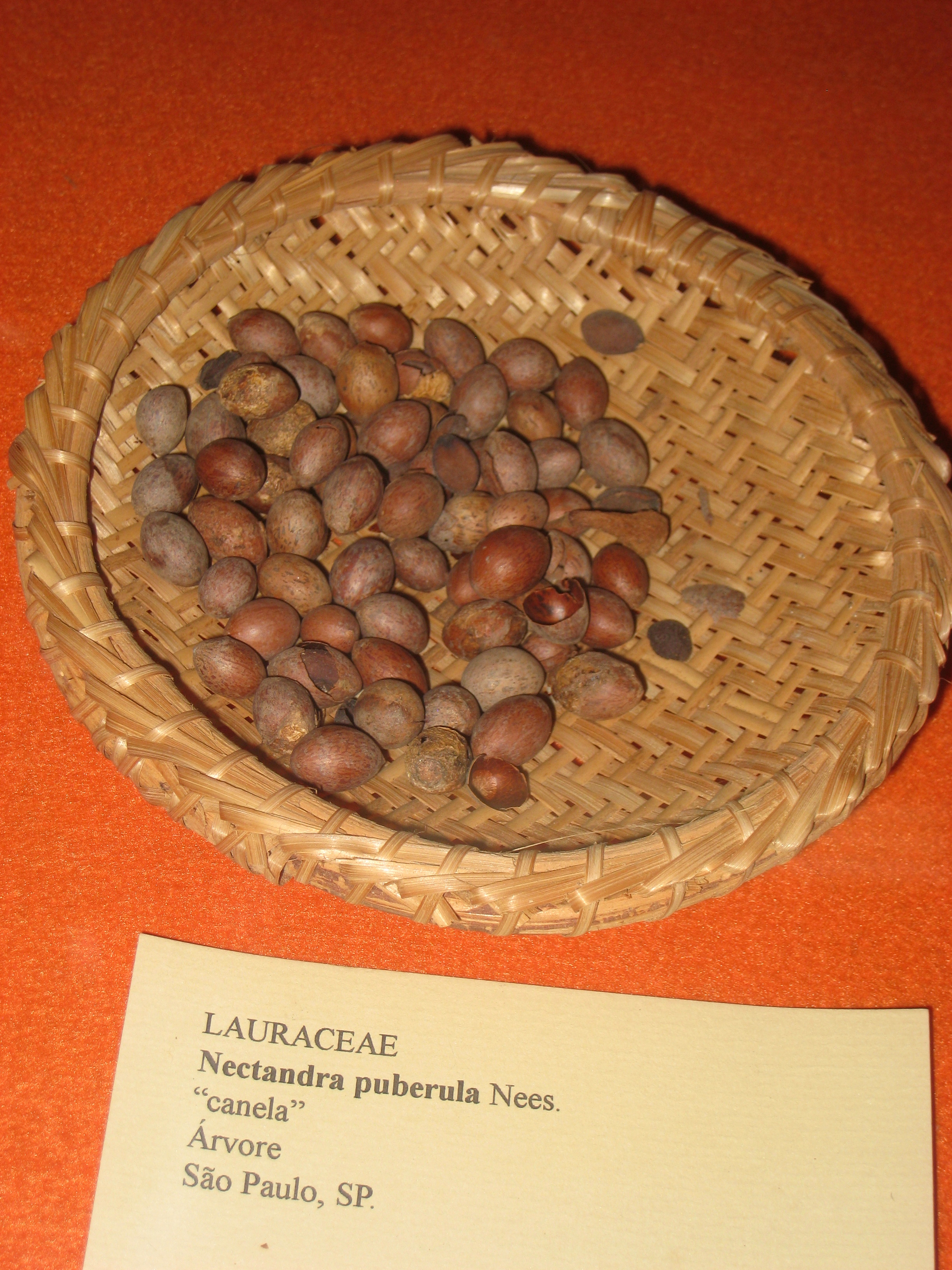
Nasiona gatunku Nectandra puberula

Pozycja systematyczna według APweb (aktualizowany system APG IV z 2016)Jeden z około 50 rodzajów zaliczanych do rodziny wawrzynowatych (Lauraceae), wchodzącej w skład rzędu wawrzynowców (Laurales) stanowiącego klad w obrębie grupy magnoliowych w obrębie wczesnych dwuliściennych.
Lista gatunków
- Nectandra acuminata (Nees & C. Mart.) J.F. Macbr.
- Nectandra acutifolia (Ruiz & Pav.) Mez
- Nectandra amazonum Nees
- Nectandra ambigens (S.F.Blake) C.K.Allen
- Nectandra angusta Rohwer
- Nectandra angustifolia (Schrad.) Nees & Mart.
- Nectandra apiculata Rohwer
- Nectandra astyla Rohwer
- Nectandra aurea Rohwer
- Nectandra baccans (Klotzsch & H.Karst. ex Meisn.) Mez
- Nectandra barbellata Coe-Teix.
- Nectandra bartlettiana Lasser
- Nectandra belizensis (Lundell) C.K. Allen
- Nectandra bicolor Rohwer
- Nectandra brittonii Mez
- Nectandra brochidodroma Rohwer
- Nectandra canaliculata Rohwer
- Nectandra canescens Nees & Mart.
- Nectandra caudato-acuminata O.C. Schmidt
- Nectandra cerifolia Rohwer
- Nectandra cissiflora Nees
- Nectandra citrifolia Mez & Rusby
- Nectandra coeloclada Rohwer
- Nectandra cordata Rohwer
- Nectandra coriacea (Sw.) Griseb.
- Nectandra crassiloba Rohwer
- Nectandra cufodontisii (O.C.Schmidt) C.K.Allen
- Nectandra cuneatocordata Mez
- Nectandra cuspidata Nees & Mart.
- Nectandra dasystyla Rohwer
- Nectandra debilis Mez
- Nectandra discolor (Kunth) Nees
- Nectandra egensis Rohwer
- Nectandra embirensis Coe-Teix.
- Nectandra filiflora Rohwer
- Nectandra fragrans Rohwer
- Nectandra fulva Rohwer
- Nectandra furcata (Ruiz & Pav.) Nees
- Nectandra gardneri Meisn.
- Nectandra globosa (Aubl.) Mez
- Nectandra gracilis Rohwer
- Nectandra grandiflora Nees & Mart.
- Nectandra grisea Rohwer
- Nectandra guadaripo Rohwer
- Nectandra herrerae O.C. Schmidt
- Nectandra heterotricha Rohwer
- Nectandra hihua (Ruiz & Pav.) Rohwer
- Nectandra hirtella Rohwer
- Nectandra hypoleuca Hammel
- Nectandra impressa Mez
- Nectandra japurensis Nees & C. Mart.
- Nectandra krugii Mez
- Nectandra lanceolata Nees & Mart.
- Nectandra latissima Rohwer
- Nectandra laurel Klotzsch ex Nees
- Nectandra leucantha Nees & Mart.
- Nectandra leucocome Rohwer
- Nectandra lineata (Kunth) Rohwer
- Nectandra lineatifolia (Ruiz & Pav.) Mez
- Nectandra longicaudata (Lundell) C.K.Allen
- Nectandra longifolia (Ruiz & Pav.) Nees
- Nectandra longipetiolata van der Werff
- Nectandra lundellii C.K.Allen
- Nectandra martinicensis Mez
- Nectandra matogrossensis Coe-Teix.
- Nectandra matthewsii Meisn.
- Nectandra matudae Lundell
- Nectandra maynensis Mez
- Nectandra megapotamica (Spreng.) Mez
- Nectandra membranacea (Sw.) Griseb.
- Nectandra micranthera Rohwer
- Nectandra microcarpa Meisn.
- Nectandra minima Rohwer
- Nectandra mirafloris van der Werff
- Nectandra nitida Mez
- Nectandra nitidula Nees & Mart.
- Nectandra obtusata Rohwer
- Nectandra olida Rohwer
- Nectandra oppositifolia Nees & Mart.
- Nectandra paranaensis Coe-Teix.
- Nectandra parviflora Rohwer
- Nectandra patens (Sw.) Griseb.
- Nectandra paucinervia Coe-Teix.
- Nectandra pearcei Mez
- Nectandra pichurim (Kunth) Mez
- Nectandra psammophila Nees & C. Mart.
- Nectandra pseudocotea C.K.Allen & Barneby ex Rohwer
- Nectandra puberula (Schott) Nees
- Nectandra pulchra Ekman & O.C. Schmidt
- Nectandra pulverulenta Nees
- Nectandra purpurea (Ruiz & Pav.) Mez
- Nectandra ramonensis Standl.
- Nectandra reflexa Rohwer
- Nectandra reticularis Britton & P. Wilson
- Nectandra reticulata Mez
- Nectandra riparia Rohwer
- Nectandra roberto-andinoi (C.Nelson) C.Nelson
- Nectandra rudis C.K.Allen
- Nectandra ruforamula Rohwer
- Nectandra salicifolia (Kunth) Nees
- Nectandra salicina C.K.Allen
- Nectandra sanguinea Rol. ex Rottb.
- Nectandra smithii C.K.Allen
- Nectandra sordida Rohwer
- Nectandra spicata Meisn.
- Nectandra subbullata Rohwer
- Nectandra tomentosa van der Werff
- Nectandra truxillensis Mez
- Nectandra turbacensis (Kunth) Nees
- Nectandra umbrosa (Kunth) Mez
- Nectandra utilis Rohwer
- Nectandra venulosa Meisn.
- Nectandra viburnoides Meisn.
- Nectandra warmingii Meisn.
- Nectandra weddellii Meisn.
- Nectandra wurdackii C.K. Allen & Barneby ex Rohwer
- Nectandra yarinensis O.C. Schmidt

## Zastosowanie
Niektóre gatunki mają twarde i ciężkie drewno, podobne to rodzaju Ocotea. Nasiona gatunku N. pichurim mają zastosowanie jako środek leczniczy.